# 선거 제도
선거 제도 또는 투표 제도는 유권자가 선거나 국민투표를 할 때 사용되는 선거 방식이다.
선거제도는 유효한 투표의 규칙과 개표를 어떤 방식으로 하는지, 최종 결과를 어떻게 결산하는지를 포함하고 있다. 보통의 선거 제도는 다수결 선거 또는 비례대표제, 다수대표제 등과 함께 최다득표당선제도나 우선순위투표제를 함께 채택하고있다. 이러한 선거제도의 형식을 정의하는 것을 '선거 이론'이라 부르며 주로 정치학이나 수학, 경제학에서 연구하고 있다.

## 대한민국의 선거 제도
선거일 현재 1년 이상의 징역 또는 금고의 형의 선고를 받고 그 집행이 종료되지 아니하거나 그 집행을 받지 아니하기로 확정되지 아니한 사람은 선거권이 없다. 다만, 그 형의 집행유예를 선고받고 유예기간 중에 있는 사람은 제외한다

### 판례
- 헌재 2007. 3. 29. 2005헌마985등 결정은 인구편차 상하 60%의 기준을 시·도의원지역구획정에서 허용되는 인구편차 기준으로 보았다. 그런데 위 기준에 의하면 투표가치의 불평등이 지나치고, 위 기준을 채택한지 11년이 지났으며, 이 결정에서 제시하는 기준은 2022년에 실시되는 시·도의회의원선거에 적용될 것인 점 등을 고려하면, 현시점에서 인구편차의 허용한계를 보다 엄격하게 설정할 필요가 있다. 다만 시·도의원은 주로 지역적 사안을 다루는 지방의회의 특성상 지역대표성도 겸하고 있고, 우리나라는 도시와 농어촌 간의 인구격차가 크고 각 분야에 있어서의 개발불균형이 현저하다는 특수한 사정이 존재하므로, 시·도의원지역구 획정에 있어서는 행정구역 내지 지역대표성 등 2차적 요소도 인구비례의 원칙에 못지않게 함께 고려해야 할 필요성이 크다. 인구편차 상하 50%를 기준으로 하는 방안은 투표가치의 비율이 인구비례를 기준으로 볼 때의 등가의 한계인 2：1의 비율에 그 50%를 가산한 3：1 미만이 되어야 한다는 것으로서 인구편차 상하 33⅓%를 기준으로 하는 방안보다 2차적 요소를 폭넓게 고려할 수 있고, 인구편차 상하 60%의 기준에서 곧바로 인구편차 상하 33⅓%의 기준을 채택하는 경우 시·도의원지역구를 조정함에 있어 예기치 않은 어려움에 봉착할 가능성이 매우 크므로, 현시점에서는 시·도의원지역구 획정에서 허용되는 인구편차 기준을 인구편차 상하 50%(인구비례 3：1)로 변경하는 것이 타당하다. 심판대상선거구구역표는서울특별시의회의원 선거구의 평균인구수로부터 상하 50% 이내의 인구편차를 보이고 있으므로, 청구인들의 선거권 및 평등권을 침해한다고 할 수 없다[2]

- 비례대표제를 채택하는 경우 직접선거의 원칙은 의원의 선출 뿐만 아니라 정당의 비례적인 의석확보도 선거권자의 투표에 의하여 직접 결정될 것을 요구하는바, 비례대표의원의 선거는 지역구의원의 선거와는 별도의 선거이므로 이에 관한 유권자의 별도의 의사표시, 즉 정당명부에 대한 별도의 투표가 있어야 함에도 현행제도는 정당명부에 대한 투표가 따로 없으므로 결국 비례대표의원의 선출에 있어서는 정당의 명부작성행위가 최종적·결정적인 의의를 지니게 되고, 선거권자들의 투표행위로써 비례대표의원의 선출을 직접·결정적으로 좌우할 수 없으므로 직접선거의 원칙에 위배된다[3]

## 같이 보기
- 선거구
- 비례대표제
- 개표시스템(영어판)
- 전자투표
- 공직선거법